# 조립 라인

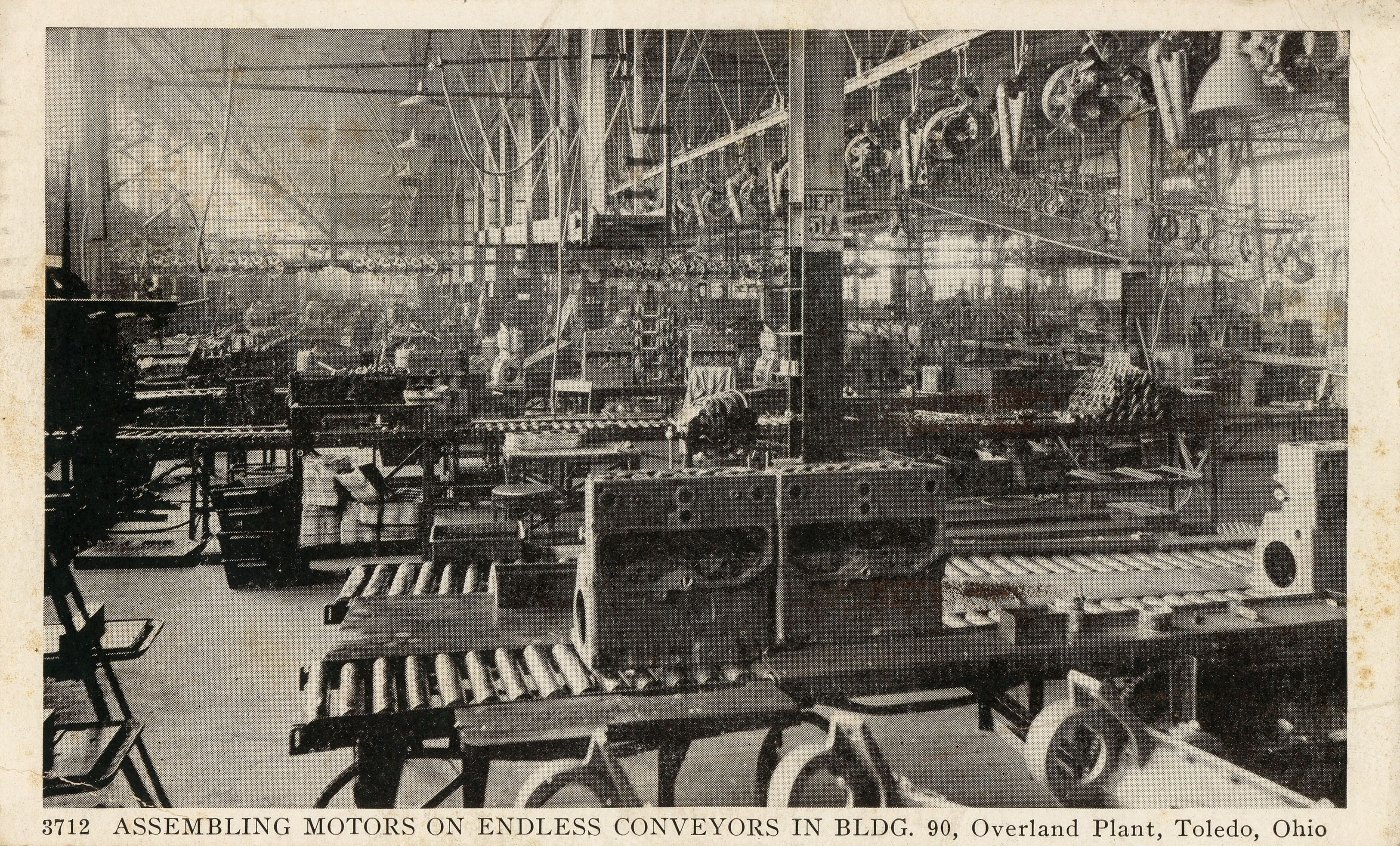
1920년의 호아이오주 톨레도의 윌리스-오버랜드 컴퍼니의 자동차 조립 라인

조립라인은 최종 조립품이 생산될 때까지 부품이 순차적으로 추가되는 작업대에서 작업대 사이로 반제품 조립이 이동하면서 부품(일반적으로 교체 가능한 부품)이 추가되는 제조 공정(점진적 조립)이다. 부품을 조립 작업으로 기계적으로 이동하고 반제품 조립을 한 작업 스테이션에서 다른 작업 스테이션으로 이동함으로써 작업자가 조립을 위해 고정된 부품으로 부품을 옮기는 것보다 완제품을 더 빠르고 적은 노동력으로 조립할 수 있다.
조립라인은 자동차, 기타 운송장비, 가전제품, 전자제품 등 복잡한 품목을 조립하는 일반적인 방법
조립 라인의 작업을 담당하는 작업자를 어셈블러(assembler)라고 한다.

## 같이 보기
- 모던 타임스 (영화)

## 조립 라인
- Homepage for assembly line optimization research
- Assembly line optimization problems
- History of the assembly line and its widespread effects
- Cars Assembly Line